# Rastičevo (Kupres, BiH)
Rastičevo je naseljeno mjesto u općini Kupres, Federacija Bosne i Hercegovine, BiH.

## Povijest
Teror i pljačku u selu Rastičevu zaveli su četnici Uroša Drenovića 1941. godine, nakon talijanskog napuštanja Kupresa.
Nakon potpisivanja Daytonskog mirovnog sporazuma izdvojeno je istoimeno naseljeno mjesto koje je pripalo općini Kupres (RS) koja je ušla u sastav Republike Srpske.

## Stanovništvo

### 1991.
Nacionalni sastav stanovništva 1991. godine, bio je sljedeći:
ukupno: 394
- Hrvati - 310
- Srbi - 80
- ostali, neopredijeljeni i nepoznato - 4

### 2013.
Nacionalni sastav stanovništva 2013. godine, bio je sljedeći:
ukupno: 10
- Hrvati - 5
- Srbi - 5

## Vanjske poveznice
- Satelitska snimka  Arhivirana inačica izvorne stranice od 6. rujna 2010. (Wayback Machine)